# Edwindavisita
L'edwindavisita és un mineral de la classe dels minerals orgànics.

## Característiques
L'edwindavisita és un compost orgànic de fórmula química Cu(C₂O₄)(NH₃). Va ser aprovada com a espècie vàlida per l'Associació Mineralògica Internacional en el mes de setembre de l'any 2023, i encara resta pendent de publicació. Cristal·litza en el sistema ortoròmbic. Es tracta de la primera espècie mineral que combina anions oxalats i lligands ammines.
Les mostres que van servir per a determinar l'espècie, el que es coneix com a material tipus, es troben conservades al Museu Mineral de la Universitat d'Arizona Alfie Norville, a Tucson (Arizona), amb el número de catàleg: 22732, al projecte RRUFF, amb el número de mostra R230005, i a les col·leccions del Museu d'Història Natural del Comtat de Los Angeles, a Los Angeles (Califòrnia) amb els números de catàleg: 76287 i 76288.

## Formació i jaciments
Va ser descoberta a la mina Rowley, situada a la localitat de Theba del comtat de Maricopa (Arizona, Estats Units). Aquesta mina estatunidenca és l'únic indret de tot el planeta on ha estat descrita aquesta espècie mineral.